# Saint-Pierre de Montmartre

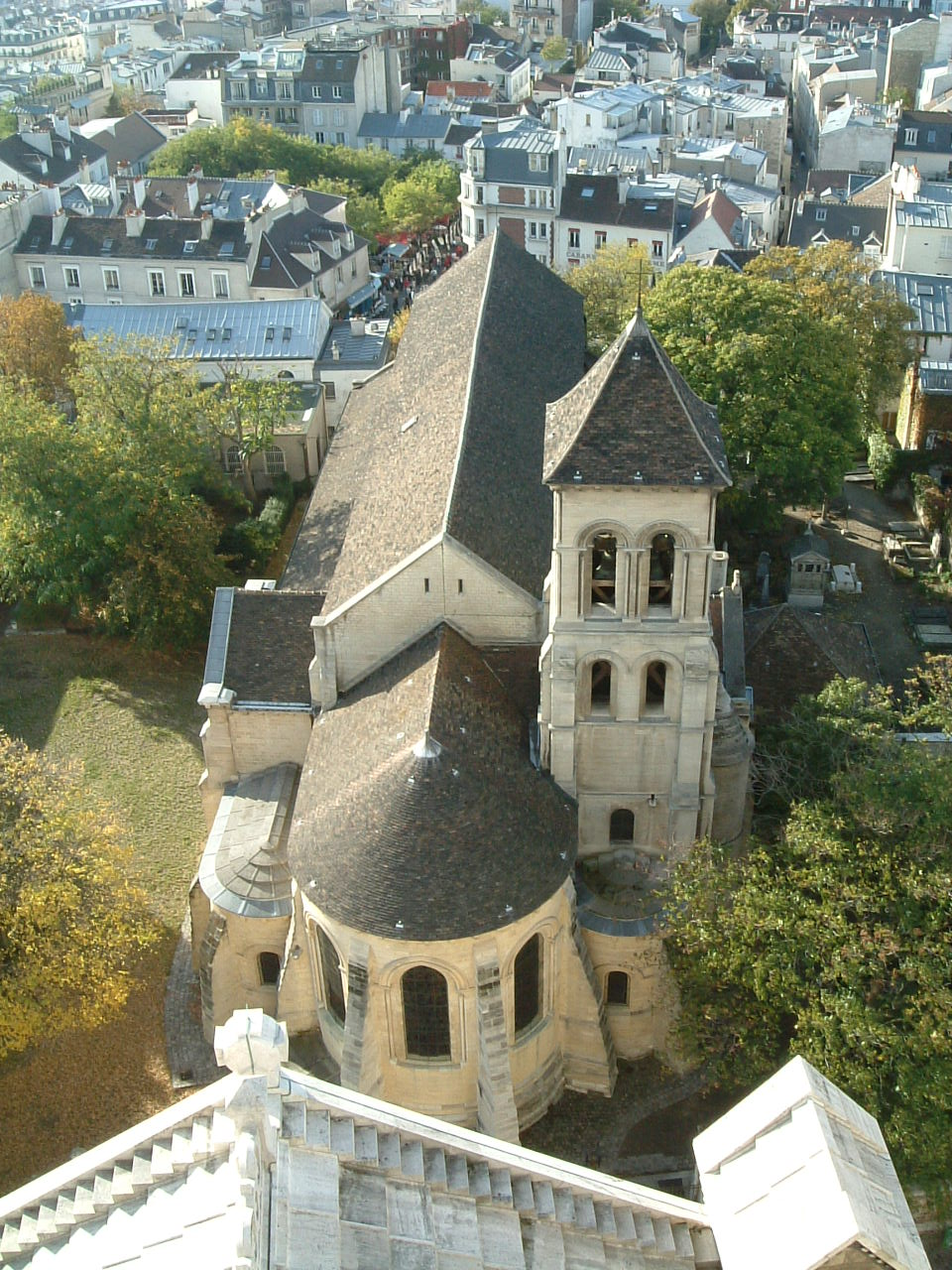
Zicht vanuit de koepel van de Sacré-Cœur, met achterliggend Place du Tertre

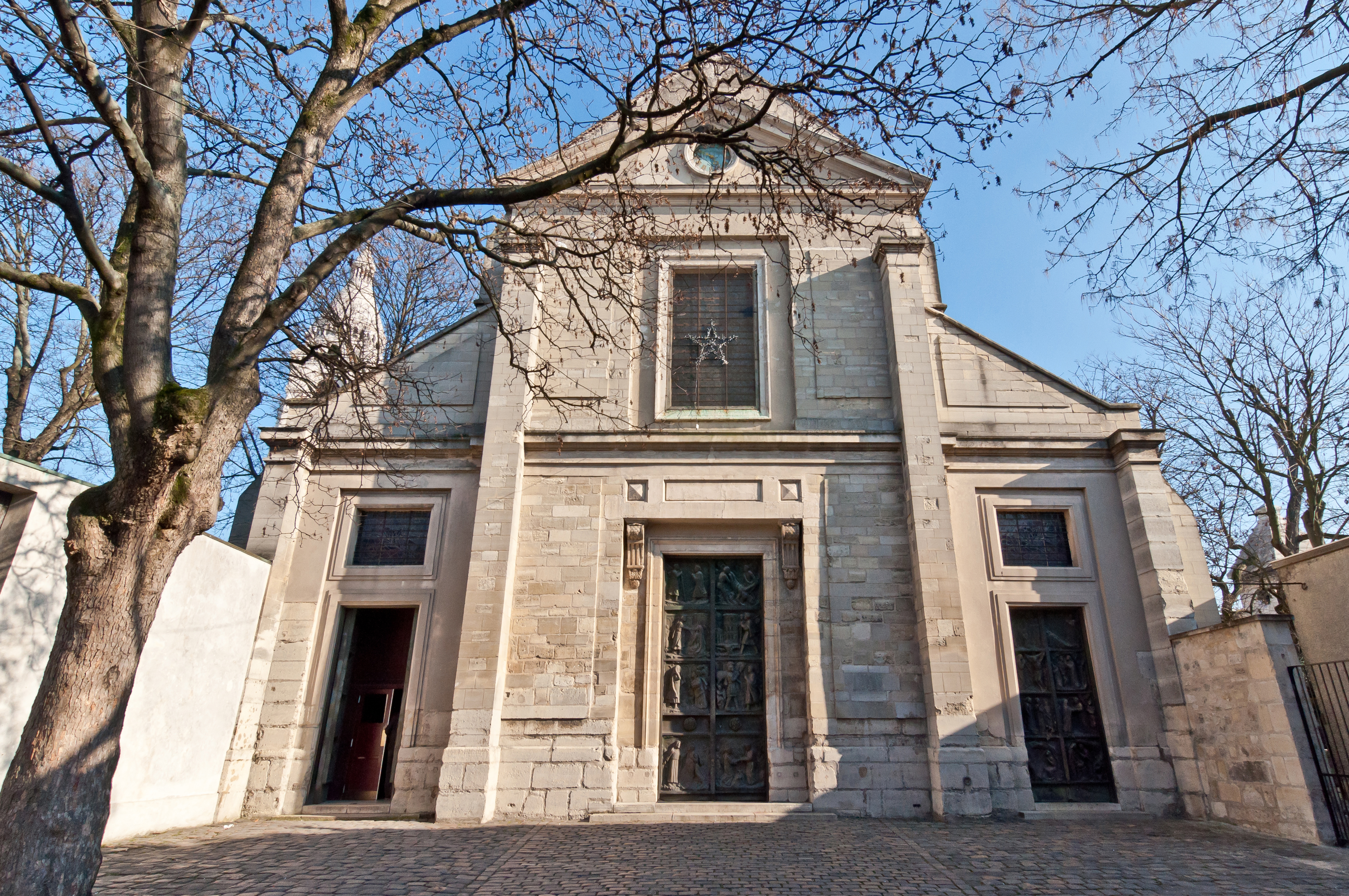
Portaal van de kerk, uit 1765

De kerk van Saint-Pierre de Montmartre is een rooms-katholieke parochiekerk gelegen in het 18e arrondissement van Parijs, op de top van de heuvel Montmartre aan de rue du Mont-Cenis, nabij de Place du Tertre. De kerk ligt direct ten westen van de Basilique du Sacré-Cœur.
Het is een van de twee katholieke parochiekerken van de heuvel, naast de kerk van Saint-Jean de Montmartre aan de rue des Abbesses, en na de sluitingen ten tijde van de Franse Revolutie werd de kerk de op een na oudste parochiekerk in Parijs na die van Saint-Germain-des-Prés. De kerk is gebouwd op de site van een Merovingische basiliek, gewijd aan Saint-Denis, waarvan vijf kapitelen en vier marmeren zuilen zijn hergebruikt in de huidige kerk. De zuilen waren zelfs ouder en werden hergebruikt van een oude Romeinse tempel.
Aan het begin van de twaalfde eeuw was de oude kerk in vervallen toestand geraakt. In 1133 werd de kerk verworven door koning Lodewijk VI de Dikke, die het bouwwerk liet vervangen door een nieuwe romaanse kerk die in 1147 door paus Eugenius III werd ingewijd. Koningin Adelheid van Maurienne stichtte tegelijkertijd een abdij van benedictijner kloosterzusters ten zuiden van de kerk, bekend als de Koninklijke Abdij van Montmartre. De kerk werd toen dus tegelijkertijd parochiekerk en abdijkerk. De bouw van het schip werd pas na het midden van de twaalfde eeuw voltooid en de apsis werd aan het einde van dezelfde eeuw herbouwd in een eenvoudige gotische stijl. De huidige gewelven van het schip en de kruising van het transept zijn echter flamboyant en dateren van omstreeks 1470, toen de kerk aan het einde van de Honderdjarige Oorlog grote reparaties nodig had. In 1686 verhuisden de benedictinessen naar een nieuw klooster in de buurt van de Place des Abbesses, en de kerk werd sindsdien exclusief gebruikt door de parochie, maar bleef eigendom van de Koninklijke Abdij van Montmartre tot de ontbinding van de abdij in 1792.
Twee jaar later werd de apsis van de kerk gehavend door de bouw van een toren voor optische telegrafie erboven in het kader van de plannen van Claude Chappe. Als gevolg hiervan werden de oostelijke delen van de kerk niet teruggegeven aan de eredienst toen deze in 1803 werd heropend. Het bouwwerk bleef in een deplorabele staat en restauratiecampagnes in 1838-1845 en 1874 waren te beperkt om de ondergang te voorkomen. De sluiting van de kerk om veiligheidsredenen in 1896 leek definitief en het besluit om de kerk te redden werd pas op het laatste moment genomen. De restauratie werd uitgevoerd onder leiding van Louis Sauvageot tussen 1900 en 1905, en de Saint-Pierrekerk kreeg toen haar huidige aanzicht. Het erfgoed werd geklasseerd als monument historique op 21 mei 1923.
De begraafplaats naast de kerk, de Cimetière du Calvaire, op een hoogte van 130,5 meter, is het hoogste punt van Parijs.
- Gemeinsame Normdatei: 1052664857
- MusicBrainz: d2441989-dd1c-45b1-be25-deeeccc01ed0
- Virtual International Authority File: 309597965
- WorldCat: E39PBJmph3hxXYt33qGkKrVwG3

Sainte-Chapelle · Notre-Dame van Parijs · Notre-Dame-du-Perpétuel-Secours · Sacré-Cœur · Saint-Denys de la Chapelle · Saint-Étienne-du-Mont · Saint-Eustache · Saint-Germain-des-Prés · Saint-Germain-l'Auxerrois · Saint-Gervais-Saint-Protais · Saint-Julien-le-Pauvre · Saint-Martin-des-Champs · Saint-Merri · Saint-Pierre de Montmartre · Saint-Séverin · Saint-Sulpice · La Madeleine · Basiliek van Saint-Denis · Saint-Louis-des-Invalides · Saint-Louis-en-l'Île · Saint-Nicolas-des-Champs · Saint-Roch · Sainte-Trinité · Saint-Vincent-de-Paul · Val-de-Grâce